# Hoắc Châu

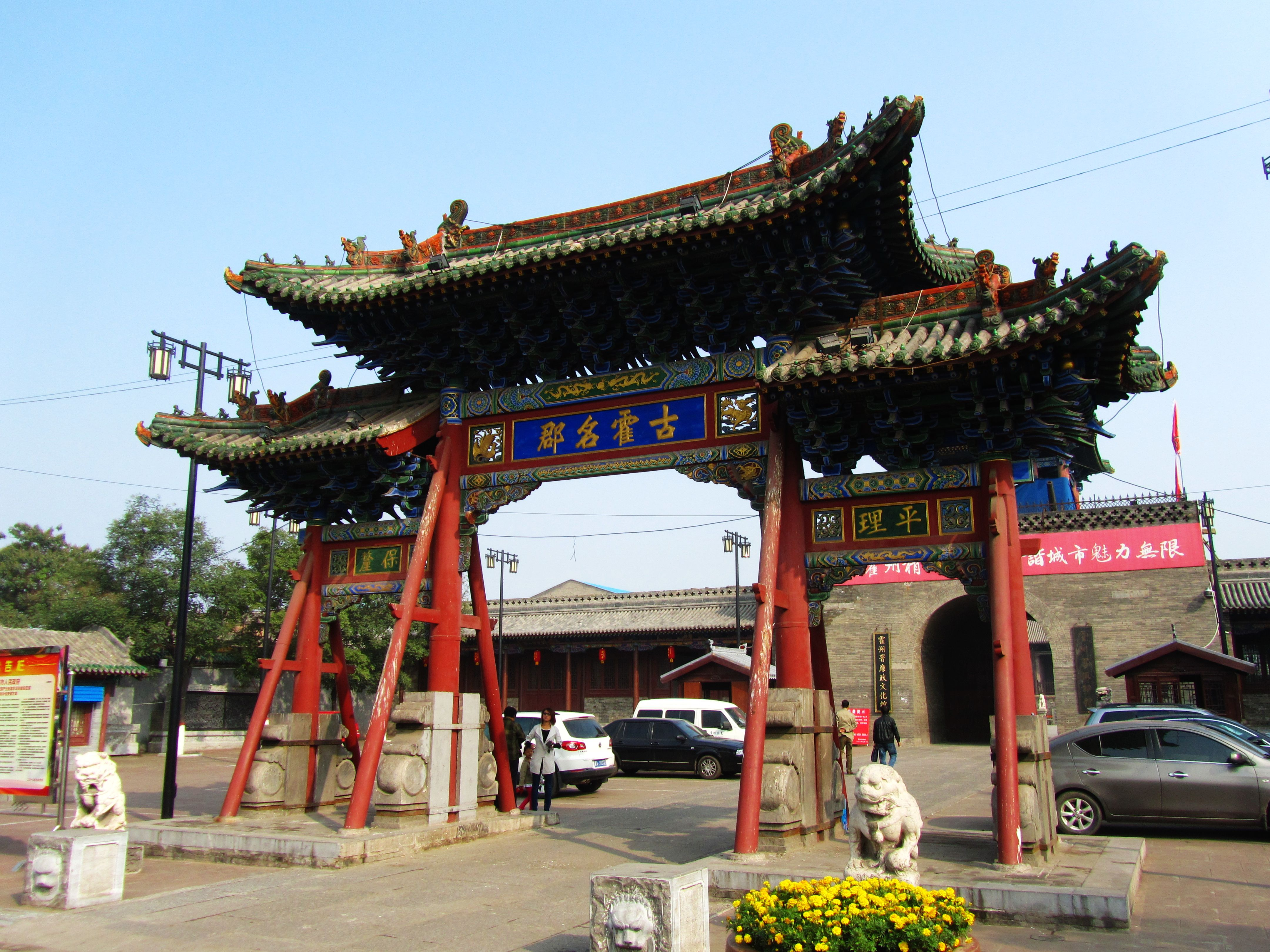
Hội trường Hoắc Châu

Hoắc Châu (chữ Hán giản thể: 霍州市, âm Hán Việt: Hoắc Châu thị) là một thành phố cấp huyện thuộc địa cấp thị Lâm Phần, tỉnh Sơn Tây, Cộng hòa Nhân dân Trung Hoa. Thành phố Hoắc Châu có diện tích 765 km², dân số năm 2002 là 290.000 người. Thành phố Hoắc Châu được chia ra thành 6 nhai đạo biện sự xứ, 4 trấn và 3 hương. 
- Nhai đạo biện sự xứ: Nam Hoàn Lộ, Cổ Lâu, Bắc Hoàn Lộ, Khai Nguyên, Thoái Sa.
- Trấn: Tân Trí, Đại Trương, Bạch Long, Lý Tào.
- Hương: Tam Giáo, Sư Trang, Đào Đường Dục.